# Religioni in Turkmenistan
La religione più diffusa in Turkmenistan è l'islam. Secondo una statistica del 2010, i musulmani sono l'89% della popolazione, mentre il cristianesimo è seguito dal 9% della popolazione; l'1% della popolazione segue altre religioni e il restante 1% della popolazione non segue alcuna religione. Una stima del 2010 del Pew Research Center dà invece i musulmani (in maggioranza sunniti) al 93% della popolazione e i cristiani al 6,4% della popolazione, mentre lo 0,6% della popolazione segue altre religioni o non segue alcuna religione. Una stima del 2020 dell'Association of Religion Data Archives (ARDA) dà i musulmani al 95,8% circa della popolazione e i cristiani all'1,1% circa della popolazione; lo 0,1% circa della popolazione segue altre religioni e il 3% circa della popolazione non segue alcuna religione.

## Religioni presenti

### Islam
La maggioranza dei musulmani turkmeni è sunnita e segue la corrente hanafita; il sufismo è abbastanza diffuso. È presente anche una minoranza di sciiti, per lo più di origine azera o curda.

### Altre religioni
In Turkmenistan sono presenti gruppi di seguaci del buddhismo, dell'ebraismo, del bahaismo, dello zoroastrismo e dell'induismo. Una piccolissima parte della popolazione segue ancora rituali delle religioni etniche basate sullo sciamanesimo, che vengono fuse in forme di sincretismo religioso con l'islam e lo zoroastrismo.